# Keithconnita
La keithconnita és un mineral de la classe dels sulfurs. Rep el seu nom de Herbert Keith Conn (1923), geòleg canadenc i oficial de mina, clau en el descobriment de les mineralitzacions de platí i pal·ladi del dipòsit de Stillwater, i qui proporcionà el material per al seu estudi.

## Característiques
La keithconnita és un sulfur, un tel·lurur de pal·ladi de fórmula química Pd20Te₇. Cristal·litza en el sistema trigonal. Es troba en forma de grans de fins a 220 micròmetres, i en inclusions en palletes d'elements del grup del platí. La seva duresa a l'escala de Mohs és 5. La keithconnita plúmbica és una varietat que conté plom, que va ser descoberta al dipòsit d'elements del grup del platí de Kirakkajuppura, a Lapland (Finlàndia).
Segons la classificació de Nickel-Strunz, la keithconnita pertany a «02.AC: Aliatges de metal·loides amb PGE» juntament amb els següents minerals: UM2004-45-Se:AgHgPd, pal·ladseïta, miassita, UM2000-47-S:CuFePdPt, oosterboschita, chrisstanleyita, jagüeïta, vasilita, tel·luropal·ladinita, luberoïta, oulankaïta, telargpalita, temagamita, sopcheïta, laflammeïta i tischendorfita

## Formació i jaciments
És un mineral rar, que es troba juntament amb altres minerals del grup del platí en complexos ultrabàsics i en placers. Sol trobar-se associada a altres minerals com: merenskyita, kotulskita, tel·luropal·ladinita, moncheïta, vysotskita, or natiu o magnetita. Va ser descoberta l'any 1979 a la mina Stillwater, a Nye (Montana, Estats Units).